# Ectinosoma soyeri
Ectinosoma soyeri är en kräftdjursart. Ectinosoma soyeri ingår i släktet Ectinosoma och familjen Ectinosomatidae. Inga underarter finns listade i Catalogue of Life.